# Marcel Van Crombrugge
Marcel Lucien Charles Van Crombrugge (Gant, Flandes Oriental, 13 de setembre de 1880 – Gant, 23 de setembre de 1940) va ser un remer belga que va competir cavall del segle xix i el segle xx.
El 1900 va prendre part en els Jocs Olímpics de París, on guanyà una medalla de plata en la prova de vuit amb timoner com a membre de l'equip Royal Club Nautique de Gand.